# Lobohalacarus subterraneus
Lobohalacarus subterraneus is een mijtensoort uit de familie van de Halacaridae. De wetenschappelijke naam van de soort is voor het eerst geldig gepubliceerd in 1995 door Bartsch.